# 怪僧ラスプーチン (1932年の映画)
『怪僧ラスプーチン』（かいそうラスプーチン、英語: Rasputin and the Empress）は、1932年に制作されたアメリカ合衆国のプレコード時代の映画で、監督は ルイシャルト・ボレスワフスキ、脚本はチャールズ・マッカーサーが務めた。メトロ・ゴールドウィン・メイヤー (MGM) から公開されたこの作品は、ロシア帝国を舞台に、バリモア三兄弟が主演した（ジョンがチェゴディエフ公爵、エセルがアレクサンドラ皇后、ライオネルがグリゴリー・ラスプーチンを演じた）。バリモア三兄弟全員が、同じ映画に出演したのは、本作だけである。
この映画における、公爵フェリックス・ユスポフとその妻イリナ（作中では、チェゴディエフ公爵、公女ナターシャと名を変えてあった）の不正確な描写は、MGMに対する歴史的に重要な訴訟を招き、結果的に「登場人物はすべて架空とする注意事項 (All persons fictitious disclaimer)」が一般化することとなり、以降のハリウッドのフィクション作品の標準となっていった。

## あらすじ
ロシア皇帝ニコライ2世の皇太子アレクセイが、ふとした怪我をきっかけに危篤状態に陥った。近衛隊長パウル・チェゴディエフ公はウィーンから招聘した名医ウォルフ博士を出迎えるため、国境に赴いた。パウルと恋仲になっているナターシャ公女は、皇后の内侍を務めている。彼女は、奇跡を起こすと評判の僧侶ラスプーチンを宮廷に招き入れた。ラスプーチンの催眠術は功を奏し、すっかりラスプーチンの信奉者となった皇后は、ウォルフ博士が到着しても、その診察を却けてしまう。...

## キャスト
- ジョン・バリモア - 公爵パウル・チェゴディエフ (Prince Paul Chegodieff)
- エセル・バリモア - アレクサンドラ皇后
- ライオネル・バリモア - グリゴリー・ラスプーチン
- ラルフ・モーガン（英語版） - 皇帝ニコライ2世
- ダイアナ・ウィンヤード - 公女ナターシャ (Princess Natasha)
- タッド・アレキサンダー (Tad Alexander) - 皇太子アレクセイ・"アリョーシャ"
- C・ヘンリー・ゴードン（英語版） - 大公イゴール Grand Duke Igor
- エドワード・アーノルド - A・レメゾフ博士 (Dr A. Remezov)
- ヘンリー・アーメッタ（英語版） - 写真家 (Photographer)（クレジットなし）
- ナイジェル・ド・ブルリエ（英語版） - 司祭 (Priest)（クレジットなし）
- ヘンリー・コルカー - 秘密警察長官 (Chief of Secret Police)（クレジットなし）
- フランク・レイカー（英語版） - ドイツ語教師 (German-Language Teacher)（クレジットなし）

## 背景
この映画は、MGMが既にクラブントの1927年の小説『Rasputin』の映像化権を保有していたことにアーヴィング・タルバーグが気づいたことをきっかけとして製作された。1932年6月、MGMは、バリモア三兄弟がこの映画に主演すると公表した。この映画は、エセル・バリモアのトーキー映画デビュー作となり、彼女の有名な声を記録した知られている限り最初の録音物である。
本作は、バリモア三兄弟 - ジョン、エセル、ライオネル - 全員が出演した唯一の映画作品であるが、全員が主役級の役を演じているものの、3人が同時に画面に登場するのは、少数の短い場面だけである。
バーバラ・バロンデスは自身の回想録で「徐々に分かってきたのは、この映画の出演者たちは尋常ではなく混乱した状態だということで、映画が完成に漕ぎ着けたこと自体が奇跡だった - 脚本は撮影の前日まで渡されず、バリモアさん兄弟は頑なに孤立した姿勢を取り、一緒になると悲惨な状態を引き起こした」と記した。彼女にとって、本作は初めて出演したトーキー映画であった。「何の手がかりも無しに、シーンのリハーサルに臨む。しかし、強烈なクリーグ灯は殺人的だった。眩しくて何も見えなくなる上、とても熱く、カメラの前にチョークで引かれた動いてよい範囲を示す線は、それまで知らなかったものだった。ステージの大きさ、カメラクルー、音声係、小道具係、照明係、メーキャップ係、ヘアドレッサー、スクリプト係の女の子、何十人もの助手たち、写真家たち、その他諸々の人々が落ち着きなく動いてショットごとに撮影を止め、事態はまったく破滅的だった。私にとって、一番ひどかったのは照明。あんなにして撮影していたら失明してしまうと思った。次の場面では、怒ってヒステリーになる演技が簡単にこなせた。」

## 興行成績
本作の国内外を合算した興行成績は $1,379,000 であり、そのうちアメリカ合衆国とカナダが $677,000、他の地域が $702,000 で、結果は $185,000 の損失となった。

## 訴訟
公女ナターシャのモデルは公女イリナ・ユスポフで、彼女はフェリックス・ユスポフの妻であり、グリゴリー・ラスプーチンを実際に殺害した暗殺者たちのひとりであった。弁護士ファニー・ホルツマンは、ユスポフの意を受け、プライバシーの侵害と名誉毀損にあたるとして、1933年にMGMを相手取って訴訟を起こした。本作の中では、ユスポフはラスプーチンの犠牲者として描写され、彼にレイプされたように示唆する表現がなされたが、そのようなことは実際には起こってなかった。イングランドの法廷で、彼女は $127,373 の賠償金を勝ち取った上、法定外の解決金として、ニューヨークで $250,000 を受け取ったと報じられた。
この訴訟の結果、ほとんどのハリウッド映画のクレジットには、登場人物はすべて架空とする注意事項 (All persons fictitious disclaimer) が盛り込まれるようになった。問題ありとされたシーンは除去されたため、作品前半における編集に気付かない観客にとっては、ウィンヤードが演じた役柄は若干分かりにくくなってしまい、前半の公女ナターシャはラスプーチンの信奉者として描かれながら、後半では理由が示されないままラスプーチンに怯えるように描かれることになった。レーザーディスク版に収録された、オリジナルの劇場予告編には、除去された場面の一部が含まれている。

## 漫画によるカリカチュア
ミッキー・マウスの漫画映画『ミッキーの名優オンパレード (Mickey's Gala Premiere)』（1933年）では、バリモア三兄弟は全員が、本作中の衣装でカリカチュア化されて登場する。